# Vanessa indica
Vanessa indica är en fjärilsart som beskrevs av Herbst 1794. Vanessa indica ingår i släktet Vanessa och familjen praktfjärilar. Inga underarter finns listade i Catalogue of Life.

## Bildgalleri

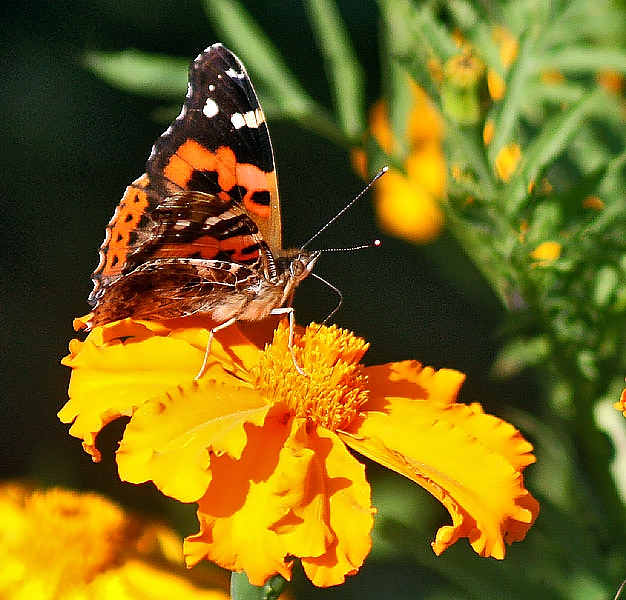
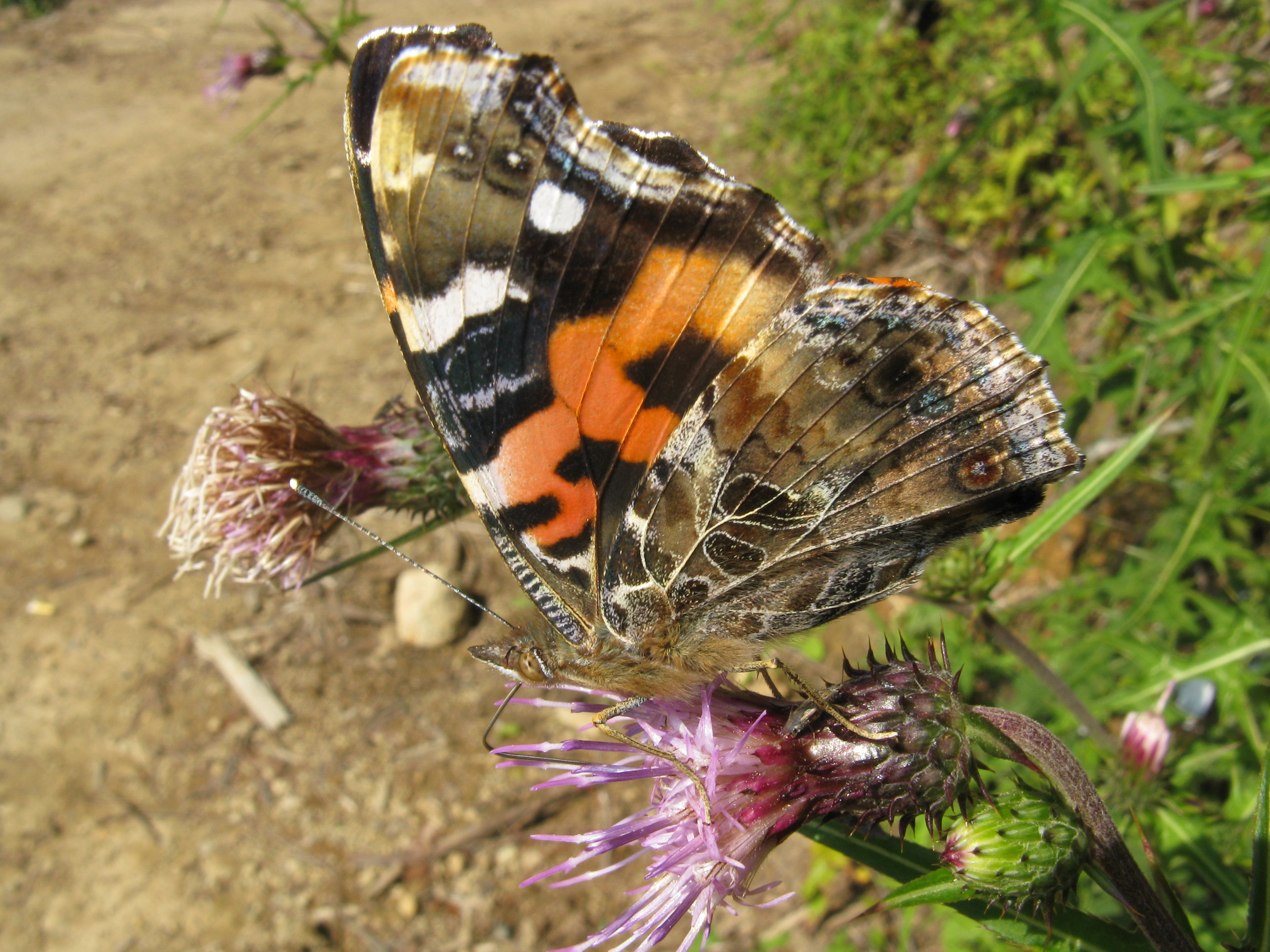
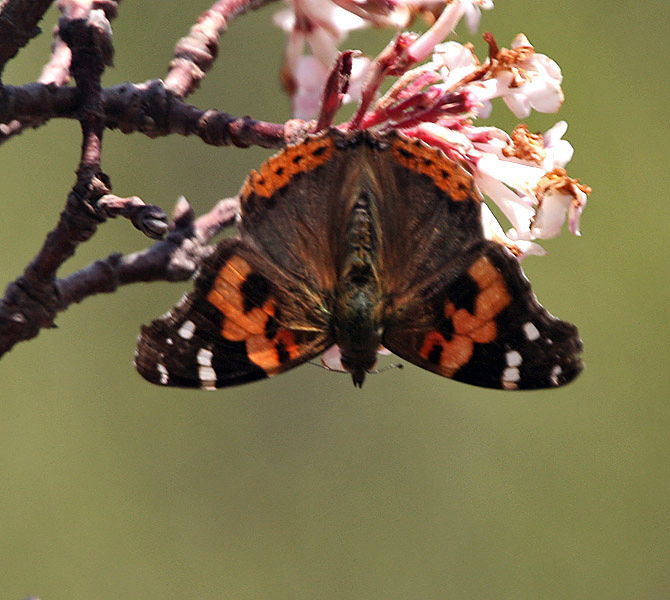
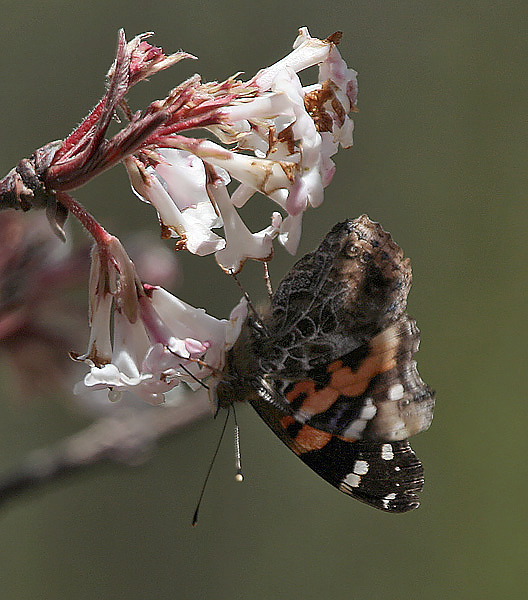
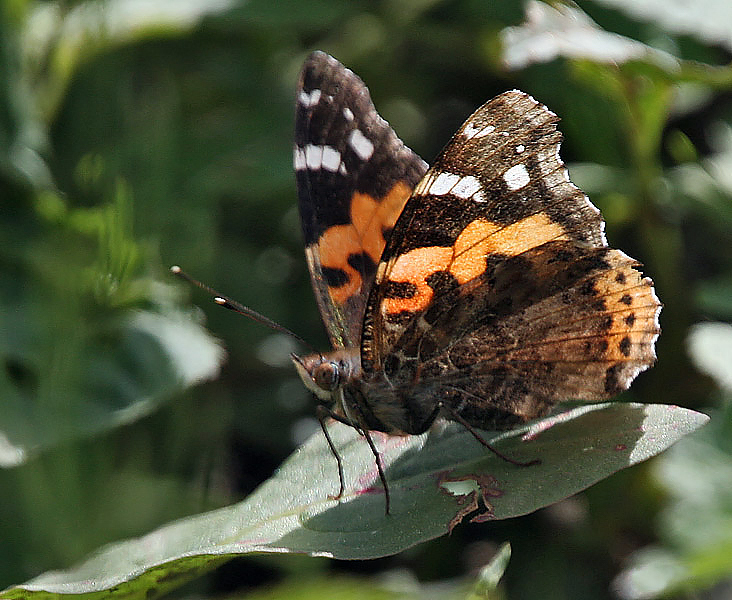
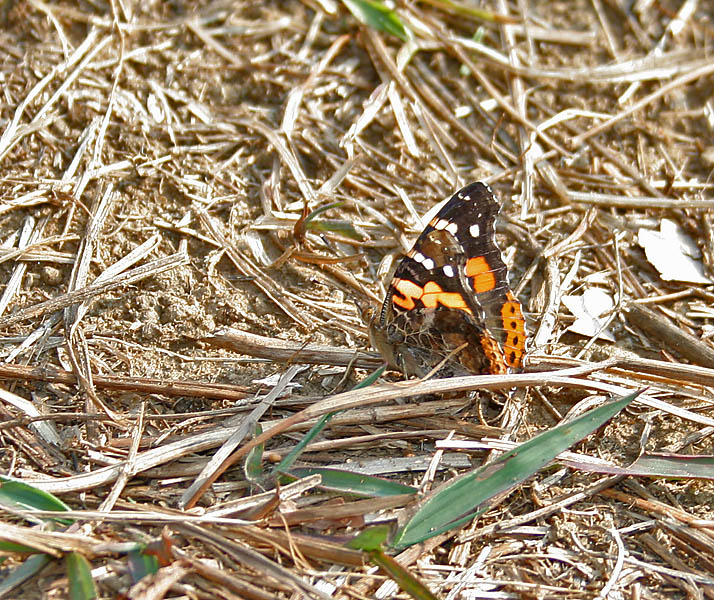